# Thermes-Magnoac
Thermes-Magnoac é uma comuna francesa na região administrativa de Occitânia, no departamento dos Altos Pirenéus. Estende-se por uma área de 10,83 km². Em 2010 a comuna tinha 211 habitantes (densidade: 19,5 hab./km²).

## Política
O prefeito atual é Jean-Michel Laberenne que ocupa esse lugar desde Março de 2008 e poderá ocupar até 2014.

## Demografia
Evolução populacional
1962/178|1968/199|1975/185|1982/171|1990/169|1999/160